# 李見荃
李見荃（1856年—1934年），字备聪，河南省彰德府林縣人，晚清、民国初年官员，同進士出身。

## 生平
祖籍林县城南斜路村（今林州市城关镇麒麟台村），出生于书香门第。祖父李伯鸾曾任知县，父亲李祖光为翰林院庶吉士。李见荃少年孤贫，随叔祖李仲鸾至怀庆府读书。
光緒八年（1882年），李見荃考中壬午科河南鄉試第一名舉人（解元）。光緒二十年（1894年），参加光緒甲午科殿試，登進士三甲89名。同年五月，授内阁中书。1907年，署巴陵县知县，后任靖州知州、永州府知府。
辛亥革命后，李見荃曾短暂的担任怀庆府知府。在徐世昌任大总统时，任总统府顾问，后任河南通志局总编纂。曾重修《林县志》。1923年，李见荃回到林县居住直至逝世。

### 書目
- （清）法式善等，《清秘述聞三種》，中華書局，清代史料筆記叢刊，ISBN：ISBN 7101017428。
- 《大清德宗同天崇运大中至正经文纬武仁孝睿智端俭宽勤景皇帝实录》